# روش تفاضل محدود

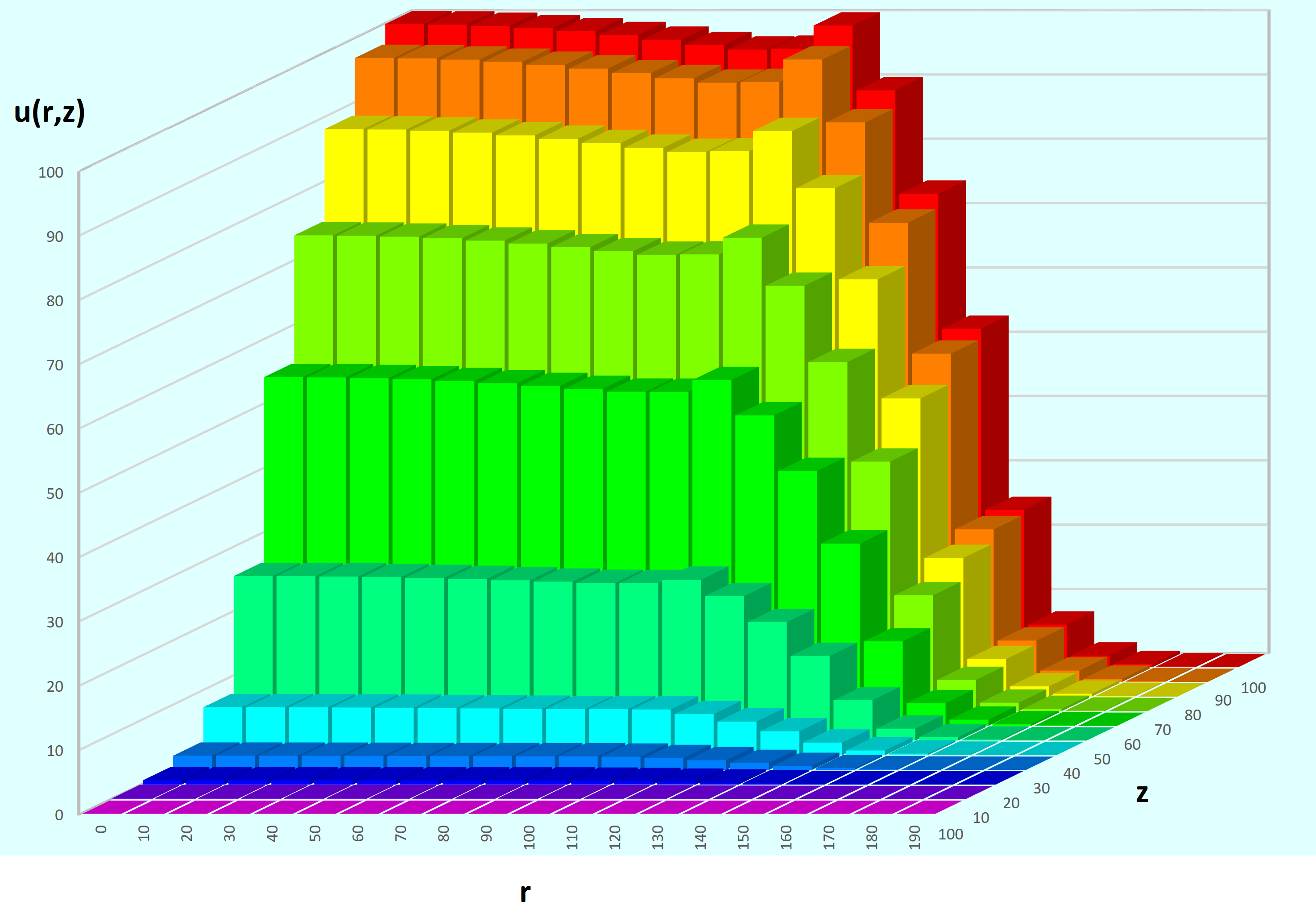
حل عددی یک معادله دیفرانسیل جزئی در دو بعدی با FDM در مختصات استوانه ای (r,z) برای یک مسئله فیزیکی

## روش تفاضل متناهی
روش تفاضل متناهی (به انگلیسی: Finite Difference Method) که به اختصار (FDM) نامیده می‌شود، یکی از روش‌های عددی برای حل تقریبی معادلات دیفرانسیل است. در این روش مشتق توابع با تفاضلات معادل آن‌ها تقریب زده می‌شود. 
اساس این روش برای حل معادلات استفاده از تقریب تابع با روش تیلور است.
برای تقریب تابع f در نقطه x0+h با استفاده از بسط تیلور داریم:
{\displaystyle f(x_{0}+h)=f(x_{0})+{\frac {f'(x_{0})}{1!}}h+{\frac {f^{(2)}(x_{0})}{2!}}h^{2}+\cdots +{\frac {f^{(n)}(x_{0})}{n!}}h^{n}+R_{n}(x)}
سپس برای x0=a و تقسیم طرفین بر h خواهیم داشت:
{\displaystyle {f(a+h) \over h}={f(a) \over h}+f'(a)+{R_{1}(x) \over h}}
در نتیجه داریم:
{\displaystyle f'(a)=\lim _{h\to 0}{f(a+h)-f(a) \over h}}
که در روش تفاضل متناهی یک تقریب مناسب برای این تابع به صورت زیر خواهد بود:
{\displaystyle f'(a)\approx {f(a+h)-f(a) \over h}}